# خيفود معقوف
خيفود معقوف (الاسم العلمي:Eciton hamatum) هو نوع من النمل يتبع جنس الخيفود من أسرة الخيفوداوات.